# Screaming Suicide
Screaming Suicide è un singolo del gruppo musicale statunitense Metallica, pubblicato il 19 gennaio 2023 come secondo estratto dall'undicesimo album in studio 72 Seasons.

## Descrizione
Uscito a sorpresa al pari del precedente singolo, il testo di Screaming Suicide affronta la parola tabù del suicidio, come spiegato dal frontman James Hetfield:

## Video musicale
Il video è stato filmato a Los Angeles l'8 gennaio 2023 sotto la regia di Tim Saccenti, autore di quello di Lux æterna, ed è stato reso disponibile in concomitanza con il lancio del singolo attraverso il canale YouTube del gruppo.

## Tracce
Testi e musiche di James Hetfield, Lars Ulrich e Robert Trujillo, eccetto dove indicato.
1. Screaming Suicide – 5:30

Tracce bonus nell'edizione di Spotify
1. Lux æterna – 3:25 (James Hetfield, Lars Ulrich)

## Formazione
Hanno partecipato alle registrazioni, secondo le note di copertina di 72 Seasons:
Gruppo
- James Hetfield – chitarra, voce
- Lars Ulrich – batteria
- Kirk Hammett – chitarra
- Robert Trujillo – basso

Produzione
- Greg Fidelman – produzione, missaggio
- James Hetfield – produzione
- Lars Ulrich – produzione
- Jim Monti – ingegneria del suono
- Sara Lyn Killion – ingegneria del suono
- Jason Gossman – ingegneria del suono aggiuntiva, montaggio
- Dan Monti – montaggio
- Kent Matcke – assistenza all'ingegneria
- Bob Ludwig – mastering

## Classifiche
| Classifica (2023)                | Posizione massima |
| -------------------------------- | ----------------- |
| Stati Uniti (hard rock)          | 8                 |
| Stati Uniti (mainstream rock)    | 40                |
| Stati Uniti (rock & alternative) | 32                |